# Oligotrofia
Oligotrofia (do grego: ὀλίγος - oligos, "pouco"; e τροφικός - trophikos, "alimentação") é a designação dada a um ecossistema pobre em nutrientes e com reduzida produção primária ou, na sua variante oligótrofo, a um organismo adaptado a viver num ambiente que disponibiliza um nível muito baixo de nutrientes.

## Etimologia e variantes
Etimologicamente, o vocábulo "oligotrofia" é a combinação do adjectivo grego oligos (ὀλίγος), significando "pouco" e o adjectivo trophikos (τροφικός), significando "alimento".
O adjectivo "oligotrófico" é em geral usado para qualificar ambientes muito pobres em nutrientes, sendo comum a sua utilização no contexto da limnologia para classificar massas de água com baixa disponibilidade trófica. Os ambientes oligotróficos incluem os sedimentos do oceano profundo, cavernas e outros ambientes subterrâneos, os gelos das calotas polares e dos glaciares, as águas dos aquíferos profundos e os solos fortemente lixiviados.
Por seu lado, na sua variante "oligótrofo", o vocábulo é utilizado para designar os organismos especialmente adaptados a viver em meios oligotróficos, em contraste com os "copiótrofos", ou seja os organismos que preferem ambientes enriquecidos em nutrientes. Os oligótrofos caracterizam-se por taxas de crescimento reduzidas, baixas taxas metabólicas e em geral por baixa densidade populacional. Entre os organismos oligótrofos conta-se a bactéria oceânica Pelagibacter ubique, considerado o organismo mais abundante na Terra com uma população total estimada em 1027 indivíduos, e alguns líquenes conhecidos pelo sua taxa metabólica extremamente baixa.